# Boralex
 (août 2019).
Si vous disposez d'ouvrages ou d'articles de référence ou si vous connaissez des sites web de qualité traitant du thème abordé ici, merci de compléter l'article en donnant les références utiles à sa vérifiabilité et en les liant à la section « Notes et références ».
 (juillet 2022).

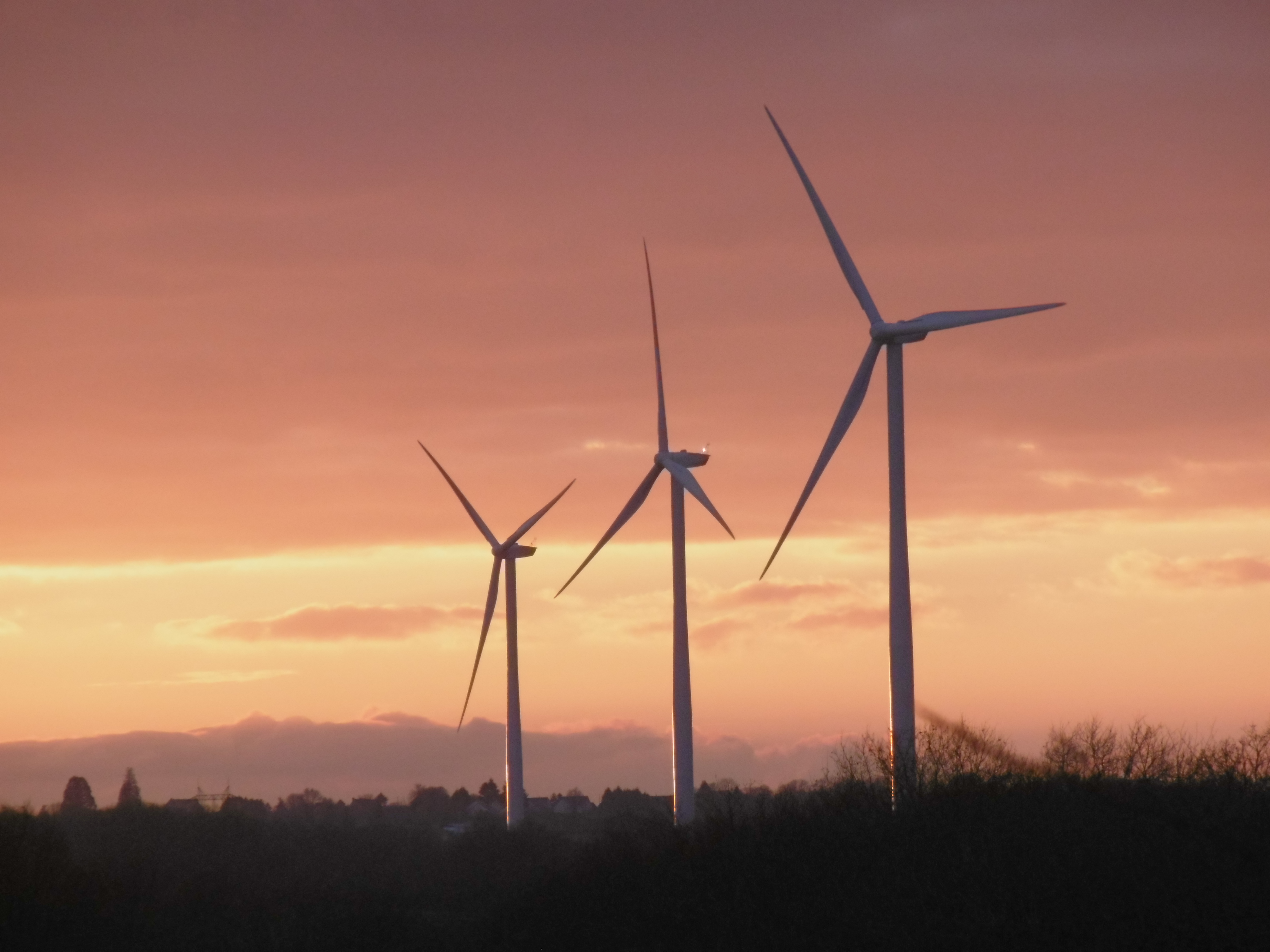
Éoliennes sur le site Plateau de Savernat

Boralex est une entreprise de production d'énergie canadienne, fondée en 1990 au Québec. Elle développe, construit et exploite des installations d'énergie renouvelable (éolienne, hydroélectrique, solaire et de stockage) au Canada, aux États-Unis, en France et au Royaume-Uni. Selon l'Observatoire de l'éolien 2022, l'entreprise est également première productrice indépendante d'éolien terrestre de France. Boralex détient une puissance installée de 3,1 GW, développant un portefeuille de projets qui dépasse les 8 GW dans l'éolien, le solaire et le stockage d'électricité. Les actions de Boralex se négocient à la Bourse de Toronto sous le symbole BLX.

## Historique
En 1990, Cascades Énergie développe la première centrale de cogénération au gaz naturel du Canada tout près de son siège social à Kingsey Falls (Québec), l’une des deux premières centrales privées au Québec à être intégrée au réseau d’Hydro-Québec. En 1995, Cascades Énergie acquiert Boralex, une coentreprise fondée en 1982 par un regroupement d’hommes d’affaires. Le siège social est inauguré à Kingsey Falls.
Boralex a recours, en 1997, à une première émission publique d’actions afin de concrétiser différentes acquisitions et de renforcer sa position financière. La participation de Cascades dans Boralex passe alors à 71 %. Boralex termine l’année avec un portefeuille d’actifs de 11 centrales d’une puissance installée totale de 62 MW.
En 1998, Boralex se lance dans le marché français grâce à l’acquisition de la centrale hydroélectrique La Rochette. La même année, l'entreprise débute sa production d’énergie thermique à base de résidus de bois par l’intégration de la centrale de Stratton, dans l’État du Maine; d’autres acquisitions de centrales thermiques se feront dans les années suivantes.
À la fin de l’année 2001, le portrait de Boralex est le suivant : 200 employés, 18 centrales réparties au Québec, aux États-Unis et en France, une puissance installée approchant les 350 MW de production d’énergie hydroélectrique, thermique ou de cogénération à base de résidus de bois et de gaz naturel.
Au début des années 2000, Boralex marque les premiers pas dans le domaine de la production d’énergie éolienne en France avec la mise en service en novembre 2002 du parc éolien Avignonet-Lauragais. Boralex poursuit son expansion dans la filière éolienne en faisant son entrée aux États-Unis en 2003 à travers l'acquisition de cinq petites centrales hydroélectriques dans l'État de New York, d'une puissance totale de 23 MW, puis au Canada avec la mise en service en février 2010 du parc éolien Thames River, totalisant 90 MW, en Ontario,.
Fin 2012, Boralex met fin à ses activités de cogénération au gaz naturel à Kingsey Falls, 22 ans après l’ouverture de la centrale.
En 2013, Boralex, Énergir et Hydro-Québec mettent en service les parcs éoliens de la Seigneurie de Beaupré, au Québec, pour un total de 272 MW. Il s'agit de l'un des plus grands sites éoliens au Canada.
À la fin 2014, Boralex fait l’acquisition d'Enel Green Power France, incluant principalement en éolien 186 MW en exploitation, 10 MW en construction et un pipeline de projets de 310 MW. Cette acquisition porte Boralex au premier rang des producteurs indépendants d’éolien en France, en plus d’augmenter sa puissance installée globale de 25 % pour atteindre 940 MW. En 2016, Boralex fait ses premiers pas en Écosse en faisant l'acquisition d'un portefeuille de projets avec Infinergy.
En août 2017, la société Cascades à l'origine de la création de Boralex revend l'ensemble de ses parts à la Caisse de dépôt et placement du Québec (CDPQ) qui acquiert ainsi 17,3 % de l'entreprise.
Le 20 avril 2018, Boralex a signé une convention d’achat visant l’acquisition du portefeuille de Kallista Energy Investment SAS. Cette acquisition permet à l'entreprise de consolider son rang de premier producteur indépendant d’énergie éolienne en Franceen augmentant sa puissance installée de 609 MW à 772 MW. À l’échelle mondiale, Boralex augmente sa puissance installée totale de plus de 11 %, laquelle passe de 1 456 MW à 1 619 MW.
Le 20 juin 2018, Boralex annonce une convention visant l’acquisition des participations d’Invenergy Renewables dans 5 parcs éoliens au Québec pour 215 millions de dollars, un placement public de 180 millions de dollars et un placement privé de 45 millions de dollars. Situés dans la MRC d’Avignon et dans la MRC de Les Appalaches dans l’est du Québec, les projets sont entrés en service entre mars 2012 et décembre 2016. Ils sont munis de turbines Enercon et GE. Les projets bénéficient de contrats d’achat d’électricité (les « CAE ») à long terme conclus avec Hydro-Québec Distribution et expirant entre 2032 et 2041.
En 2020, Boralex se lance dans l’énergie solaire aux États-Unis avec l’annonce d’une entente visant l’acquisition de participations dans sept parcs solaires an Californie, en Indiana et en Alabama.
La même année, Boralex met en service le renouvellement du parc éolien de Cham Longe (France, Ardèche) qui permet de doubler la production grâce au remplacement de 12 de ses 14 éoliennes par autant de machines technologiquement avancées. Ce projet est le 1er renouvellement de Boralex et, lors de sa mise en service, un renouvellement majeur de la filière de l’éolien en France.
Le 1er avril 2025, Boralex annonce un premier site de production en opération au Royaume-Uni. Le parc éolien de Limekiln, situé près de Thurso, dans la région de de Caithness, est le projet phare de la Société en Écosse et son tout premier site en exploitation au Royaume-Uni, avec une puissance installée de 106MW.

## Lobbying
Boralex déclare en 2021 à la Haute autorité pour la transparence de la vie publique des dépenses annuelles de lobbying en France comprises entre 75 000 et 100 000 euros.

## Projets

### Seigneurie de Beaupré
Les parcs éoliens de la Seigneurie de Beaupré, d’une puissance contractée totalisant 365 MW, sont l’un des plus grands sites éoliens au Canada. La première phase, totalisant une puissance installée de 272 MW a été mise en service en totalité le 11 décembre 2013, et la deuxième phase de 68 MW, dont les opérations ont débuté à la fin de 2014, constituent les projets du consortium Boralex et Gaz Métro (aujourd’hui Énergir)|Valener. Le parc éolien communautaire Côte-de-Beaupré de 25 MW réalisé en partenariat par Boralex et la MRC de La Côte-de-Beaupré, a été mis en service en 2015,.

### Apuiat
Le projet éolien Apuiat est un projet développé en partenariat 50-50 entre Boralex et les Innus au Québec. Il sera situé sur le territoire traditionnel (Nitassinan) de la Première Nation de Uashat mak Mani-utenam sur des terres publiques dans la ville de Port-Cartier et sur le territoire non-organisé Lac-Walker, dans la MRC de Sept-Îles en Côte-Nord, au Québec. Selon l’échéancier préliminaire, le parc devrait être mis en service en 2024.

### Peyrolles-en-Provence
Le premier parc solaire flottant de Boralex est situé à Peyrolles-en-Provence, dans les Bouches-du-Rhône, en France. Le site est constitué de plus de 43 000 panneaux photovoltaïques pour une puissance installée de 12 MWac. Le projet photovoltaïque de Peyrolles-en-Provence trouve son origine dans l’initiative de la commune du même nom et d’un carrier pour la reconversion d’une gravière en eau arrivée en fin d’exploitation.
Dans le cadre de l’élaboration du projet de réhabilitation de la carrière, une démarche concertée a été mise en place par l’exploitant du site et la commune. Le projet de parc solaire flottant, confié à Boralex, est développé sur le plan d’eau des Chapeliers. Il constitue une des premières étapes de reconversion du site. Le développement du projet s’est déroulé en 4 années sur la période 2016-2020. La construction a eu lieu en 2021, et le parc a été mis en service le 7 décembre de la même année.

### Renouvellement Cham Longe
Cham Longe est le parc éolien le plus haut de France (1 457 mètres d’altitude), situé dans la montagne ardéchoise. En 2020, Boralex décide d’optimiser le parc éolien en démantelant 12 de ses 14 éoliennes pour les remplacer par autant d’éoliennes mieux adaptées à l’environnement du site. Ce projet est le 1er renouvellement de Boralex et à sa mise en service, le renouvellement le plus important de la filière de l’éolien en France.

### Diversification
En mai 2023, Boralex obtient un contrat en Ontario pour la construction de deux installations de stockage par batteries.
L'entreprise s'intéresse également à des projets d'énergie solaire, principalement aux États-Unis.